# Statistika Valencije C.F.
Valencia CF (poznata kao Valencia ili Los Che) je španjolski profesionalni nogometni klub iz Valencije. Ova stranica sadrži povijesnu i trenutnu statistiku i rekorde koje se odnose na klub.

## Nedavne sezone
| Sezona    |    | Poz. | Sus. | P  | R  | I  | GD | GP | Bod. | Kup          | Europa | Europa       | Bilješka |
| --------- | -- | ---- | ---- | -- | -- | -- | -- | -- | ---- | ------------ | ------ | ------------ | -------- |
| 1995-1996 | 1D | 2    | 42   | 26 | 5  | 11 | 77 | 51 | 83   | polufinale   |        |              |          |
| 1996-1997 | 1D | 10   | 42   | 15 | 11 | 16 | 63 | 59 | 56   | 16-finala    | UK     | četvrtfinale |          |
| 1997-1998 | 1D | 9    | 38   | 16 | 7  | 15 | 58 | 52 | 55   | 16-finala    |        |              |          |
| 1998-1999 | 1D | 4    | 38   | 19 | 8  | 11 | 63 | 39 | 65   | pobjednici   | UK     | 2. kolo      |          |
| 1999-2000 | 1D | 3    | 38   | 18 | 10 | 10 | 59 | 39 | 64   | 2. kolo      | ULP    | finale       |          |
| 2000-2001 | 1D | 5    | 38   | 18 | 9  | 11 | 55 | 34 | 63   | 2. kolo      | ULP    | finale       |          |
| 2001-2002 | 1D | 1    | 38   | 21 | 12 | 5  | 51 | 27 | 75   | 1. kolo      | UK     | četvrtfinale |          |
| 2002-2003 | 1D | 5    | 38   | 17 | 9  | 12 | 56 | 35 | 60   | 1. kolo      | ULP    | četvrtfinale |          |
| 2003-2004 | 1D | 1    | 38   | 23 | 8  | 7  | 71 | 27 | 77   | četvrtfinale | UK     | pobjednici   |          |
| 2004-2005 | 1D | 7    | 38   | 14 | 16 | 8  | 54 | 39 | 58   | 2. kolo      | ULP    | u grupi      |          |
| 2005-2006 | 1D | 3    | 38   | 19 | 12 | 7  | 58 | 33 | 69   | četvrtfinale |        |              |          |
| 2006-2007 | 1D | 4    | 38   | 20 | 6  | 12 | 57 | 42 | 66   | 16-finala    | ULP    | četvrtfinale |          |
| 2007-2008 | 1D | 10   | 38   | 15 | 6  | 17 | 48 | 62 | 51   | pobjednici   | ULP    | u grupi      |          |

#### Statistika uLa Ligi
- Prosječna posjećenost: 46,894
- Sezona u La Liga: 73
- Sezona u Segunda Division: 4
- Povijesno kvalificirani u La Liga: 4.mjesto
- Najviša pozicija: 1. mjesto
- Najniža pozicija: 16. mjesto
- Odigrano susreta: 2,284
- Pobijeda: 1,017
- Remija: 529
- Poraza: 738
- Zabijeno pogodaka: 3,810
- Primljeno pogodaka: 2,973
- Razlika pogodaka: 837
- Ukupno bodova: 2,789
- Najveća domaća pobjeda: Valencia 8-0 Sporting de Gijón (29/11/1953)
- Najveća gostujuća pobjeda: UE Lleida 1-6 Valencia (04/02/1951) i Malaga CF 1-6 Valencia (31/01/2004)
- Najveći domaći poraz: Valencia 1-5 Athletic Bilbao (15/01/1933) i Valencia 1-5 Real Madrid (31/10/2007)
- Najveći poraz: Sevilla F.C. 10-3 Valencia (13/10/1940)
- Pichichi: Edmundo Suarez (2): 1941/42 - 27 golova, 1943/44 - 27 golova; Ricardo Alos: 1957/58 - 19 golova; Waldo Machado: 1966/67 - 24 goals; Mario Kempes (2): 1976/77 - 24 gola, 1977/78 - 28 golova.
- Zamora: Ignacio Eizaguirre (2): 1943/44 - 32 gola priznato, 1944/45 - 28 golova priznato; Goyo: 1957/58 - 28 golova priznato; Angel Abelardo: 1970/71 - 19 golova priznato; Jose Luis Manzanedo: 1978/79 - 26 golova priznato; Jose Manuel Ochotorena: 1988/89 - 25 golova priznato; Santiago Canizares (3): 2000/01 - 34 gola priznato, 2001/02 - 23 gola priznato, 2003/04 - 25 golova priznato.
- Najviše odigranih susreta: Fernando (542), Arias (500), Santiago Canizares (416), Miguel Angel Angulo (411)
- Najbolji strijelci: Mundo (260), Waldo (147), Mario Kempes (145), Fernando (140)

#### Statistika u Europskim natjecanjima
- Najveća pobijeda: Valencia 6-2 FC Basel (2002/03)
- Najteži poraz: Valencia 1-5 Inter Milan (2004/05)

#### Opća statistika
- Najviše golova: Mundo 206 golova
- Najviše golova u sezoni: Mario Kempes 38 golova
- Najviše susreta: Fernando 542 susreta

#### Povijesni podatak
- Prvi gol za VCF Povijest: Pepe Llobet (25/07/1919), Valencia 1-1 Gimnastico CF

#### Ukupna tablica sezona uLa Ligi
| Poz. | Klub        | Sezona u D1 | Sus. | P    | R   | I   | GS   | GP   | GR. | Bod  | Prvaci | 2nd mjesto | 3rd mjesto | 4th mjesto |
| ---- | ----------- | ----------- | ---- | ---- | --- | --- | ---- | ---- | --- | ---- | ------ | ---------- | ---------- | ---------- |
| 4    | Valencia CF | 72          | 2303 | 1025 | 532 | 746 | 3832 | 3002 | 830 | 2816 | 6      | 6          | 7          | 10         |

#### Prekretnica golova u La Ligi
| Broj golova | Datum      | Igrač     | Susret i rezultat         |
| ----------- | ---------- | --------- | ------------------------- |
| 1           | 29/11/1931 | Navarro   | VCF 5 - Real Irún 1       |
| 1000        | 12/10/1952 | Fuertes   | RCD Espanyol 2 - VCF 5    |
| 2000        | 16/04/1972 | Claramunt | VCF 2 - FC Sevilla 0      |
| 3000        | 09/01/1994 | Pizzi     | Real Valladolid 1 - VCF 1 |

#### Prekretnica golova uLigi prvaka
| Broj golova | Datum      | Igrač                | Susret i rezultat          |
| ----------- | ---------- | -------------------- | -------------------------- |
| 1           | 19/08/1971 | José Vicente Forment | VCF 3 - Union Luxembourg 1 |
| 100         | 21/11/2006 | Raúl Albiol          | Olympiakos 2 - 4 VCF       |

## Statistika u sezoni 2006/07
|             | Pozicija | Bodova | S  | P  | R | I  | D  | P  |
| ----------- | -------- | ------ | -- | -- | - | -- | -- | -- |
| Valencia CF | 4        | 66     | 38 | 20 | 6 | 12 | 57 | 42 |

### Najbolji strijelci
- -  David Villa - 15 golova
  -  Fernando Morientes - 12 golova

### Najbolji vratari
- -  Santiago Cañizares - 33 gola u 32 susreta
  -  Ludovic Butelle - 9 golova u 8 susreta

## Nastupski rekordi

### Ukupno natjecateljskih nastupa
- -  Fernando: 542
  -  Arias: 500
  -  Miguel Angel Angulo: 417
  -  Santiago Canizares: 416

### Domaći ligaški nastupi
- -  Fernando: 421
  -  Arias: 374
  -  Mestre: 323

### Domaći kupski nastupi
- -  Fernando: 73
  -  Arias: 52
  -  Francisco Jose Camarasa: 49

## Najbolji strijelci

### Golova u svim natjecanjima
- -  Mundo: 206
  -  Waldo: 147
  -  Kempes: 145
  -  Fernando: 144

### Domaći ligaški golovi
- -  Mundo: 186
  -  Kempes: 116
  -  Waldo: 115
  -  Fernando: 109

### Golovi u Europi
- -  Waldo: 32
  -  Vicente Guillot: 18
  -  Juan Sanchez: 16
  -  Mario Kempes: 14

### Golovi uCopa del Rey
- -  Fernando: 23
  -  Mundo: 20
  -  Luboslav Penev: 18

| Valencia Club de Fútbol                                     | Valencia Club de Fútbol           |
| ----------------------------------------------------------- | --------------------------------- |
|                                                             |                                   |
| Igrači • Treneri • Statistika • Sezone • Trofeji • Povijest |                                   |
|                                                             |                                   |
| Ekipe                                                       | Valencia C.F. • Valencia Mestalla |
|                                                             |                                   |
| Stadioni                                                    | Estadio Mestalla • Nou Mestalla   |
|                                                             |                                   |
| Povezani članci                                             | Los Che                           |

| Valencia Club de Fútbol                                     | Valencia Club de Fútbol           |
| ----------------------------------------------------------- | --------------------------------- |
|                                                             |                                   |
| Igrači • Treneri • Statistika • Sezone • Trofeji • Povijest |                                   |
|                                                             |                                   |
| Ekipe                                                       | Valencia C.F. • Valencia Mestalla |
|                                                             |                                   |
| Stadioni                                                    | Estadio Mestalla • Nou Mestalla   |
|                                                             |                                   |
| Povezani članci                                             | Los Che                           |